# Jean Rey (político)
Jean Rey (Lieja, 15 de julho de 1902 - Lieja, 19 de maio de 1983) foi um político e advogado belga.

## Biografia
Ele começou a sua carreira política durante a II Guerra Mundial. Uma vez acabada, em 1947, incentivou o movimento valão e é a favor da criação de um Estado federal na Bélgica. Proeminente membro do Partido Liberal, tornou-se Ministro da Economia em 1954, cargo que ocupou até 1958.
Em 1958, integra-se numa Comissão da recém-criada Comunidade Económica Europeia, liderada por Walter Hallstein, como vice-presidente. Durante este período, tem a seu cargo os negócios estrangeiros. Após a entrada em vigor do Tratado de Bruxelas, em 1 de julho de 1967, são fundidos os poderes executivos das três Comunidades Europeias (CE, CECA e Euratom), tornando-se no seu primeiro presidente. O seu mandato terminou em 1970. Walter Hallstein é considerado como o seu antecessor, visto a Comissão da CEE ter sido a mais importante.